# Liste der Baudenkmale in Lathen
In der Liste der Baudenkmale in Lathen sind alle Baudenkmale der niedersächsischen Gemeinde Lathen aufgelistet. Die Quelle der Baudenkmale ist der Denkmalatlas Niedersachsen. Der Stand der Liste ist der 8. August 2022.

## Allgemein
In den Spalten befinden sich folgende Informationen:
- Lage: die Adresse des Baudenkmales und die geographischen Koordinaten. Kartenansicht, um Koordinaten zu setzen. In der Kartenansicht sind Baudenkmale ohne Koordinaten mit einem roten Marker dargestellt und können in der Karte gesetzt werden. Baudenkmale ohne Bild sind mit einem blauen Marker gekennzeichnet, Baudenkmale mit Bild mit einem grünen Marker.
- Bezeichnung: Bezeichnung des Baudenkmales
- Beschreibung: die Beschreibung des Baudenkmales. Unter § 3 Abs. 2 NDSchG werden Einzeldenkmale und unter § 3 Abs. 3 NDSchG Gruppen baulicher Anlagen und deren Bestandteile ausgewiesen.
- ID: die Objekt-ID des Baudenkmales
- Bild: ein Bild des Baudenkmales, ggf. zusätzlich mit einem Link zu weiteren Fotos des Baudenkmals im Medienarchiv Wikimedia Commons. Wenn man auf das Kamerasymbol klickt, können Fotos zu Baudenkmalen aus dieser Liste hochgeladen werden:

## Hilter(Ems)
| Lage                                           | Bezeichnung                                  | Beschreibung | ID       | Bild           |
| ---------------------------------------------- | -------------------------------------------- | --- | -------- | -------------- |
| Alte Schulstraße 1 52° 49′ 55″ N, 7° 16′ 59″ O | Gulfhof                                      | | 39209197 | BW             |
| Alte Schulstraße 2 52° 49′ 56″ N, 7° 16′ 57″ O | Kapellenschule                               | | 39209210 | BW             |
| Alte Schulstraße 4 52° 49′ 57″ N, 7° 16′ 54″ O | Gulfhof                                      | | 39209221 | BW             |
| Hilter Berg 52° 49′ 37″ N, 7° 18′ 38″ O        | Dürken-Mühle                                 | Erdholländermühle, oktogonaler Bau, im Erdgeschoss Ziegelmauerwerk, darüber hölzerner Achtkant mit Schindeldeckung. Kappe ebenfalls schindelgedeckt, Steert und Segelgatterflügel erhalten. Im Inneren komplett vorhandene technische Ausstattung, darunter zwei Mahlgänge mit einem Steindurchmesser von 1,4 m mit Kran und Sichter. Im Erdgeschoss zusätzlicher Motorantrieb, Motor entfernt. Die Mühle ist betriebsfähig. | 35926472 | Weitere Bilder |
| Hilter Straße 8 52° 49′ 59″ N, 7° 16′ 55″ O    | Kluse                                        | | 35926505 | BW             |
| 52° 49′ 56″ N, 7° 16′ 36″ O                    | Dortmund-Ems-Kanal Doppelschleuse Hilter     | | 39147237 | Weitere Bilder |
| 52° 49′ 54″ N, 7° 16′ 37″ O                    | Dortmund-Ems-Kanal Allee                     | | 39364141 | BW             |
| Schleuse 5 52° 49′ 53″ N, 7° 16′ 37″ O         | Dortmund-Ems-Kanal Altes Schleusenwärterhaus | | 39363536 | BW             |
| Schleuse 3 52° 49′ 54″ N, 7° 16′ 39″ O         | Dortmund-Ems-Kanal Neues Schleusenwärterhaus | | 39363557 | BW             |

## Lathen
| Lage                                            | Bezeichnung                | Beschreibung | ID       | Bild           |
| ----------------------------------------------- | -------------------------- | ------------ | -------- | -------------- |
| Am Kriegerdenkmal 52° 51′ 51″ N, 7° 19′ 0″ O    | Kriegerdenkmal             |              | 35926533 | Weitere Bilder |
| Am Kriegerdenkmal 52° 51′ 51″ N, 7° 18′ 59″ O   | Baumbestand                |              | 35928739 | Weitere Bilder |
| Bahnhofstraße 22 52° 51′ 36″ N, 7° 19′ 5″ O     | Wohnhaus                   |              | 35927057 | BW             |
| Bahnhofstraße 22 52° 51′ 36″ N, 7° 19′ 5″ O     | Garage                     |              | 35928588 | BW             |
| Bahnhofstraße 36 52° 51′ 36″ N, 7° 19′ 19″ O    | Bahnhofshotel              |              | 35926557 | BW             |
| Burgstraße 52° 51′ 42″ N, 7° 18′ 43″ O          | St. Vitus (Kirche)         |              | 35926584 | Weitere Bilder |
| Burgstraße 52° 51′ 43″ N, 7° 18′ 43″ O          | St. Vitus (Kruzifix)       |              | 35928690 | Weitere Bilder |
| Burgstraße 52° 51′ 42″ N, 7° 18′ 42″ O          | St. Vitus (Kirchengarten)  |              | 35928531 | Weitere Bilder |
| Burgstraße 25 52° 51′ 44″ N, 7° 18′ 40″ O       | Wohnhaus                   |              | 35926614 | Weitere Bilder |
| Burgstraße 25 52° 51′ 43″ N, 7° 18′ 39″ O       | Wirtschaftsgebäude         |              | 35926642 | Weitere Bilder |
| Emsstraße 5 52° 51′ 50″ N, 7° 18′ 52″ O         | Villa                      |              | 35928215 | BW             |
| Emsstraße 5 52° 51′ 49″ N, 7° 18′ 52″ O         | Baumbestand                |              | 35928716 | BW             |
| Frackeler Straße 52° 50′ 55″ N, 7° 18′ 49″ O    | Allee                      |              | 35928813 | Weitere Bilder |
| Frackeler Straße 52° 50′ 55″ N, 7° 18′ 49″ O    | Klinkerstraße              |              | 35899400 | Weitere Bilder |
| Frackeler Straße 1 52° 50′ 53″ N, 7° 18′ 38″ O  | Wohnhaus                   |              | 35928242 | Weitere Bilder |
| Frackeler Straße 1 52° 50′ 52″ N, 7° 18′ 39″ O  | Scheune                    |              | 35928328 |                |
| Hauptstraße 52° 51′ 45″ N, 7° 18′ 51″ O         | Amtsbrunnen                |              | 35926722 | BW             |
| Hauptstraße 22 52° 51′ 43″ N, 7° 18′ 51″ O      | Verwaltungsgebäude         |              | 35927032 | Weitere Bilder |
| Hauptstraße 38 52° 51′ 37″ N, 7° 18′ 52″ O      | Haus Schlichter (Wohnhaus) |              | 35926693 | Weitere Bilder |
| Hauptstraße 38 52° 51′ 37″ N, 7° 18′ 51″ O      | Haus Schlichter (Anbau)    |              | 35928276 | Weitere Bilder |
| Melstruper Straße 52° 52′ 0″ N, 7° 19′ 20″ O    | Jüdischer Friedhof Lathen  |              | 35926775 | Weitere Bilder |
| Melstruper Straße 1 52° 51′ 53″ N, 7° 19′ 3″ O  | Doppelhaushälfte           |              | 35926967 | Weitere Bilder |
| Melstruper Straße 1a 52° 51′ 53″ N, 7° 19′ 4″ O | Doppelhaushälfte           |              | 35926941 | Weitere Bilder |
| Thran 4 52° 51′ 35″ N, 7° 19′ 25″ O             | Wohn-/ Wirtschaftsgebäude  |              | 35926917 | BW             |

### Gut Rupennest
| Lage                                                                | Bezeichnung        | Beschreibung | ID       | Bild |
| ------------------------------------------------------------------- | ------------------ | ------------ | -------- | ---- |
| Nr. 23 52° 51′ 14″ N, 7° 23′ 0″ O                                   | Wohnhaus           |              | 35927203 | BW   |
| Nr. 23 52° 51′ 13″ N, 7° 22′ 58″ O                                  | Wohnhaus           |              | 35927173 | BW   |
| Nr. 23 52° 51′ 15″ N, 7° 22′ 59″ O                                  | Wohnhaus           |              | 35927143 | BW   |
| Nr. 23 52° 51′ 16″ N, 7° 22′ 54″ O                                  | Wirtschaftsgebäude |              | 35927112 | BW   |
| Nr. 23 52° 51′ 14″ N, 7° 22′ 51″ O                                  | Silo               |              | 35927233 | BW   |
| 52° 51′ 17″ N, 7° 22′ 48″ O                                         | Umspannstation     |              | 35927923 | BW   |
| Rupennest Siedlung 1 52° 51′ 17″ N, 7° 22′ 40″ O                    | Wohnhaus           |              | 35927472 | BW   |
| Rupennest Siedlung 2 52° 51′ 16″ N, 7° 22′ 40″ O                    | Wohnhaus           |              | 35927353 | BW   |
| Rupennest Siedlung 3 52° 51′ 17″ N, 7° 22′ 41″ O                    | Wohnhaus           |              | 35927442 | BW   |
| Rupennest Siedlung 4 52° 51′ 16″ N, 7° 22′ 41″ O                    | Wohnhaus           |              | 35927323 | BW   |
| Rupennest Siedlung 5 52° 51′ 17″ N, 7° 22′ 42″ O                    | Wohnhaus           |              | 35927413 | BW   |
| Rupennest Siedlung 6 52° 51′ 16″ N, 7° 22′ 42″ O                    | Wohnhaus           |              | 35927293 | BW   |
| Rupennest Siedlung 7 52° 51′ 17″ N, 7° 22′ 44″ O                    | Wohnhaus           |              | 35927383 | BW   |
| Rupennest Siedlung 8 52° 51′ 16″ N, 7° 22′ 44″ O                    | Wohnhaus           |              | 35927263 | BW   |
| Rupennest Siedlung 9 52° 51′ 17″ N, 7° 22′ 45″ O                    | Wohnhaus           |              | 35927803 | BW   |
| Rupennest Siedlung 11 52° 51′ 16″ N, 7° 22′ 45″ O                   | Wohnhaus           |              | 35927773 | BW   |
| Rupennest Siedlung 13 52° 51′ 12″ N, 7° 22′ 44″ O                   | Wohnhaus           |              | 35927743 | BW   |
| Rupennest Siedlung 14 52° 51′ 12″ N, 7° 22′ 43″ O                   | Wohnhaus           |              | 35927592 | BW   |
| Rupennest Siedlung 15 52° 51′ 11″ N, 7° 22′ 44″ O                   | Wohnhaus           |              | 35927833 | BW   |
| Rupennest Siedlung 16 52° 51′ 12″ N, 7° 22′ 42″ O                   | Wohnhaus           |              | 35927562 | BW   |
| Rupennest Siedlung 17 52° 51′ 11″ N, 7° 22′ 43″ O                   | Wohnhaus           |              | 35927713 | BW   |
| Rupennest Siedlung 18 52° 51′ 12″ N, 7° 22′ 40″ O                   | Wohnhaus           |              | 35927532 | BW   |
| Rupennest Siedlung 19 52° 51′ 11″ N, 7° 22′ 42″ O                   | Wohnhaus           |              | 35927682 | BW   |
| Rupennest Siedlung 20 52° 51′ 12″ N, 7° 22′ 39″ O                   | Wohnhaus           |              | 35927502 | BW   |
| Rupennest Siedlung 21 / 21a 52° 51′ 11″ N, 7° 22′ 40″ O             | Wohnhaus           |              | 35927652 | BW   |
| Rupennest Siedlung 23 52° 51′ 11″ N, 7° 22′ 39″ O                   | Wohnhaus           |              | 35927622 | BW   |
| Rupennest Siedlung Zum Schwartenberg 9 52° 51′ 15″ N, 7° 22′ 40″ O  | Wohnhaus           |              | 35927863 | BW   |
| Rupennest Siedlung Zum Schwartenberg 11 52° 51′ 14″ N, 7° 22′ 39″ O | Wohnhaus           |              | 35927893 | BW   |

## Außerhalb
| Lage                                             | Bezeichnung | Beschreibung | ID       | Bild           |
| ------------------------------------------------ | ----------- | ------------ | -------- | -------------- |
| (Wahn) Antoniusstraße 52° 51′ 37″ N, 7° 22′ 3″ O | Stauwehr    |              | 35926821 | Weitere Bilder |